# Asclepios

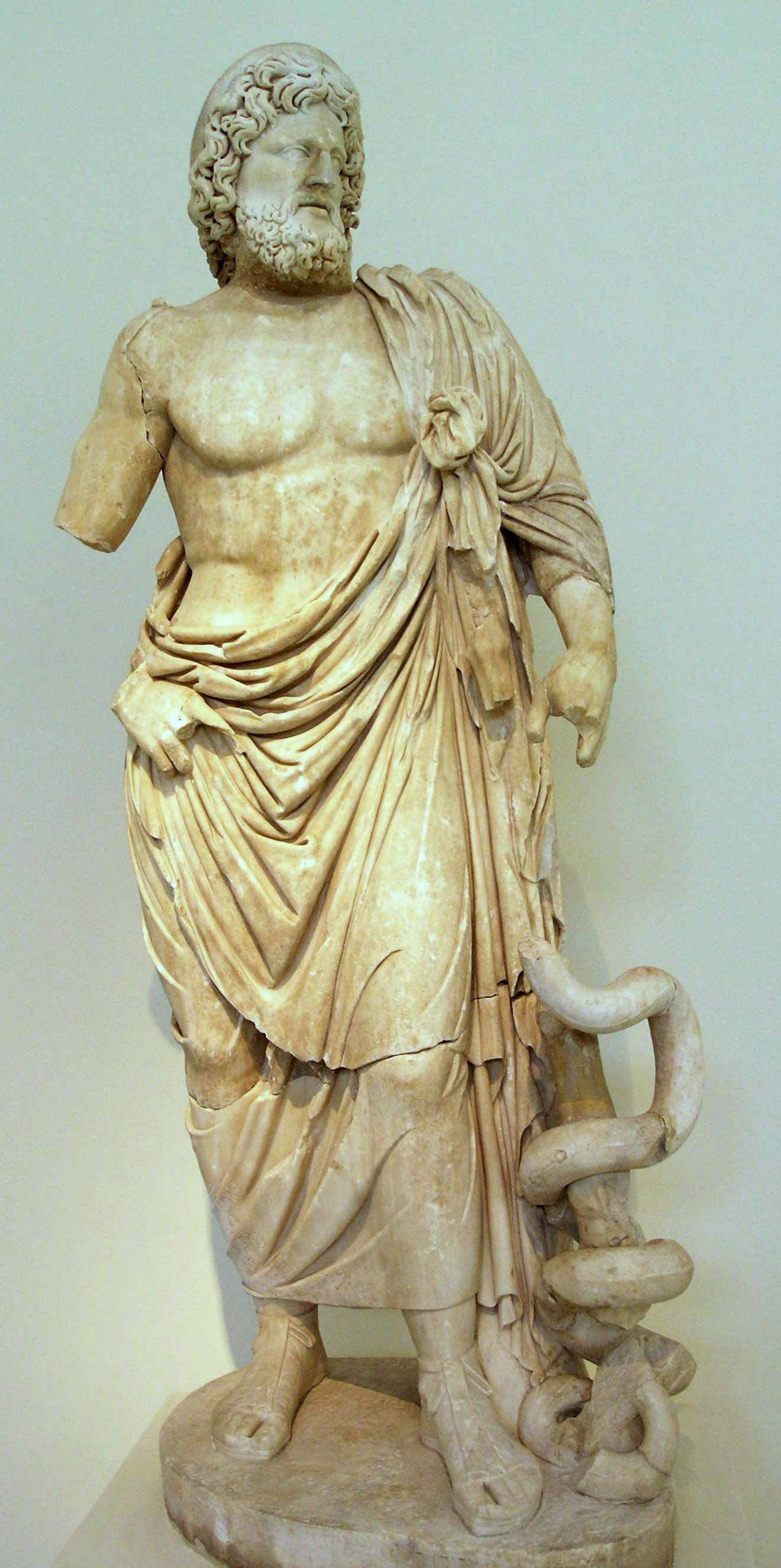
Asclepios

Asclepios (greacă Ἀσκληπιός) a fost zeul medicinei în mitologia greacă, preluat în mitologia romană ca Aesculapius.

## Mitologie

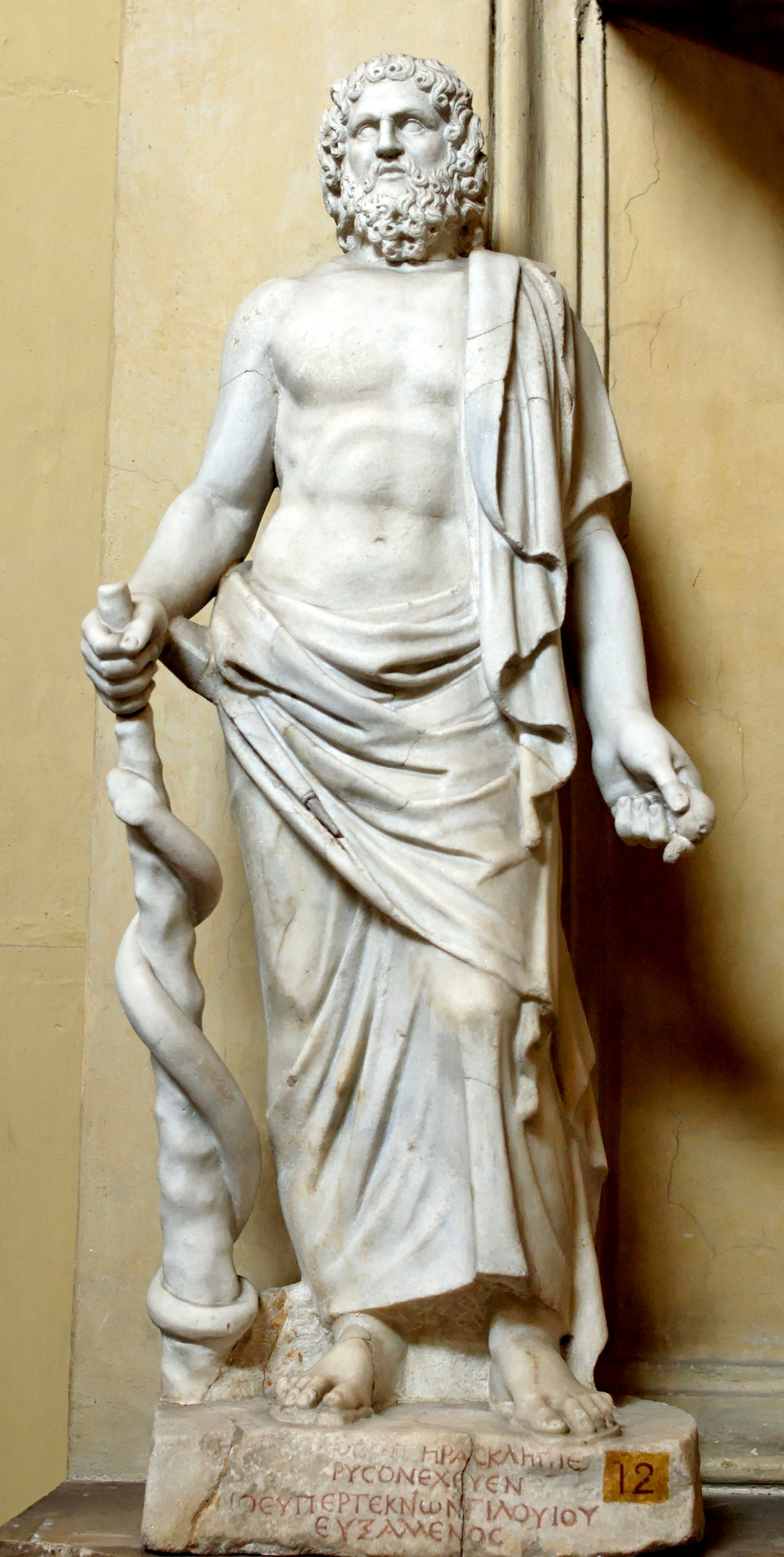

Asclepios a fost fiul lui Apollo provenit din uniunea cu Coronis (sau Arsinoe). În timp ce Coronis era însărcinată cu Asclepios, ea s-a îndrăgostit de Ischis, fiul lui Elatus. Conform tradiției, s-a căsătorit cu Epiona, de unde au rezultat: Higia, Meditrina, Panaceea, Aceso, Iaso, Aglaia și trei fii: Machaon, Telesphoros și Podalirius. De asemenea, a mai avut un fiu, Aratus, cu Aristodama.
Asclepios este un premergător al medicinii. Tatăl său l-a dat în grija Centaurului Chiron care i-a împărtășit secretele taumaturgiei cu ajutorul cărora, mai târziu, Asclepios avea să anihileze durerile pacienților săi sau să izbutească regenerarea părților afectate de boală. Totodată Centaurul l-a inițiat în sistemul de utilizare a plantelor medicinale.
Își practica sistemul de vindecare noaptea, în Epidaur folosind câine, grăsime și șarpe izbutind și vindecări miraculoase. Succesele lui medicale l-au făcut de la o vreme să învie și morții ceea ce l-a supărat pe Zeus, care l-a omorât fulgerându-l. În cele din urmă, Zeus l-ar fi readus la viață făcându-l zeu pentru a preveni o dispută cu Apollo, dar l-a instruit pe Asclepios să nu mai învie pe nimeni fără aprobarea sa.
În Iliada Asclepios nu era venerat ca zeu al medicinei ci era considerat un medic care își învățase arta de la centaurul Chiron și care era tatăl celor doi vestiți vindecători Podaleirios și Mahaon.
Templele ridicate în onoarea lui Asclepios erau niște clinici medicale, toți preoții slujitori fiind și medici. Sanctuarul principal se afla în Epidaur. Imaginile plastice îl înfățișează ca un bărbat blajin cu barbă, având întotdeauna alături un șarpe.